# Дубко Олександр Йосипович
Дубко́ Олександр Йосипович (*14 січня 1938  — †4 лютого 2001) — кандидат в президенти Республіки Білорусь (1994), голова Гродненського облвиконкому (1994—2001), Герой Білорусі.

## Біографія
Народився 14 січня 1938 року в селі Ілове, Шумілінського району Вітебської області. У 1960 році закінчив Гродненський сільськогосподарський інститут.
З 1960 по 1961 рік працював агрономом у навчально-дослідному господарстві «Станіславове».
З 1961 по 1963 рік — керівник навчального господарства «Грандічі».
У 1963 році повернувся в навчальне господарство «Станіславове» на посаду директора підприємства.
З 1966 по 1970 рік — начальник виробничого управління сільського господарства Берестовицького райвиконкому Гродненської області.
З 1970 по 1972 рік — директор Гродненського обласного тресту молочно-овочевих радгоспів.
З 1972 по 1994 рік — голова колгоспу «Прогрес».
З 1991 по 1993 рік — голова Гродненської обласної Ради депутатів.
У 1994 році висувався кандидатом в президенти Республіки Білорусь.
З грудня 1994 по 2001 рік — голова Гродненського облвиконкому.
Входив до складу центральної ради Аграрної партії Білорусі. Був головою Білоруської ради колгоспів і Союзу аграрників Республіки Білорусь. Був делегатом багатьох з'їздів КПБ і КПРС. На XXVIII з'їзді КПРС висував Єгора Лігачова кандидатом на пост заступника генерального секретаря ЦК КПРС. Був членом Ради Республіки Національних зборів Республіки Білорусь, членом Комісії з міжнародних справ і національної безпеки.
Помер 4 лютого 2001 року. Похований на Міському кладовищі міста Гродно в урочищі «Секрет».

## Нагороди
- Герой Білорусі (посмертно) — за виняткові заслуги перед державою і суспільством[2];
- Герой Соціалістичної Праці (1982);
- Орден Вітчизни III ступеня;
- Двічі кавалер ордена Леніна;
- Орден Трудового Червоного Прапора;
- Орден «Знак Пошани».

## Пам'ять
На честь Олександра Йосиповича Дубка в Гродно названа вулиця. Також в Гродно проводиться меморіальний хокейний турнір пам'яті героя Білорусі.